# Koolstof-13
Koolstof-13 of 13C is een van beide stabiele isotopen van koolstof, een niet-metaal. De abundantie is laag: ongeveer 1,109% van alle koolstofatomen is koolstof-13. De andere twee in de natuur voorkomende isotopen zijn 12C (eveneens stabiel) en 14C (radioactief).
Koolstof-13 wordt - omdat het een netto spin bezit - gebruikt bij de koolstof-13-NMR. Echter, bij intense pieken in het 1H-NMR-spectrum kunnen soms kleine nevenpieken, doorgaans aangeduid als koolstofsatellieten, voorkomen die resulteren uit een heteronucleaire koppeling tussen een proton en een koolstof-13-kern. In het massaspectrum zal naast een piek voor het moleculair ion (M) ook een zogenaamde M+1-piek te zien zijn. Deze komt overeen met de fractie moleculen die de isotoop koolstof-13 draagt. Koolstof-13 wordt vaak toegepast om bepaalde koolstofatomen in een organische verbinding isotopisch te labelen. Dit heeft meestal tot doel om een bepaald reactiemechanisme op te helderen of om de detecteerbaarheid via massaspectrometrie of bij NMR te verhogen.

## Voorkomen in vervalreeksen
Koolstof-13 komt voor in verschillende vervalreeksen van radioactieve isotopen, zoals die van beryllium-15, beryllium-16, boor-19, stikstof-13, fluor-14 en magnesium-19.
8C · 9C · 10C · 11C · 12C · 13C · 14C · 15C · 16C · 17C · 18C · 19C · 20C · 21C · 22C · 23C